# École de pilotage Caudron du Crotoy
L' École de pilotage Caudron  au Crotoy est une école de formation de pilotes professionnels civils, fondée en 1910 par les deux frères Caudron : Gaston (18 janvier 1882 - 10 décembre 1915) et  René (1er juillet 1884 - 27 septembre 1959), originaires de la Somme.
Elle est doublée d'une école de pilotes militaires à partir de 1913.
C'est aussi un ancien aérodrome avant la Première Guerre mondiale et avant la Seconde Guerre mondiale.

## École de pilotage civil

### Historique
Les frères Caudron s'installent ici en juin 1908 et y font bâtir un premier hangar sur le bord de mer le long de la plage de sable fin, pour y construire leur planeur biplan de 60 m2 et le faire voler une centaine de mètres. Ils ouvrent leur école en 1910. Elle devient vite une des écoles les plus réputées de France. C'est ici qu'un bon nombre des futurs as de l'aviation seront brevetés. Ils font le circuit classique : Le Crotoy - Le Touquet - Le Crotoy. Par suite des nombreux capotages dans le sable, seront installés des ateliers de réparation et d'entretien, une cantine, puis un marchand de cartes postales.
Le 25 février 1913, l'école de pilotage civile se double d'une école de pilotage militaire. À partir de 1915, quatre grands hangars sont construits en bois et métal. En 1917, elle devient école de bombardement. Elle sera d'ailleurs bombardée le 15 septembre 1918.
Le vendredi 27 août 1920, le roi des Belges Albert vint visiter les installations des frères Caudron. Une foule nombreuse se pressait sur la plage pour acclamer le roi.
C'est sur ce terrain que Bessie Coleman, première femme pilote noire aux États-Unis, passe son brevet de pilote le 15 juin 1921.

## Matériel
- Caudron G II
- Caudron type A et A 1
- Caudron « rouleur » appareil de type A, qui ne vole pas, utilisé à l'apprentissage du roulage, jusqu'en 1912 dénommé le « Taxi » puis « Rouleur ».
- Caudron type C
- Caudron G III, sorti en mai 1914.

## Piste
La piste est située sur la plage, à marée basse, à environ 1 km au Nord-Ouest de la ville.

## Instructeurs civils
- Edmond de Laët, pilote belge né en 1874, brevet civil belge n°34, délivré le 9 mars 1911, brevet civil français n°3109, un peu plus tard. Il fut peut être breveté militaire en 1914. Chef pilote chez Caudron dans les années 1920, et mort le 12 juin 1942[4].
- Auguste Maïcon (1891-1974), brevet de pilote n°695 du 9 décembre 1911.

## Élèves civils célèbres
(liste alphabétique non exhaustive)
- Maurice Allard, brevet n° 480
- Adrienne Bolland (1895-1975), brevet n° 751 du 26 janvier 1920, pilote d'essai chez Caudron
- Eugène Bonnette, brevet n° 1408
- Jean Bozon-Verduraz (1889-1942), brevet n° 2437 du 19 janvier 1916
- Pierre Chanteloup, premier recordman de vitesse et premier à effectuer un looping en public sur avion Caudron
- Bessie Coleman (1892-1926), première femme afro-américaine à être brevetée pilote en 1921
- Jean Dambricourt, brevet n° 773
- René Doumer
- Duval
- René Fonck
- Georges Jacquemart, brevet n° 464[5]
- Auguste Maïcon (1891-1974), brevet n° 695 du 3 novembre 1911
- Philippe Marty (1893-1914), brevet n° 816 de l'Aéro-Club de France du 27 mars 1912
- Masson
- Jean Mermoz
- Jean Navarre
- Général Joseph Vuillemin

## Personnalités et pilotes civils morts sur ce terrain
- Élise Deroche, le 18 juillet 1919, première femme brevetée pilote. Le jour de son décès, elle n'était pas aux commandes.

## École de pilotage militaire
L'école est inaugurée le 23 février 1913, après qu'une circulaire du 21 janvier 1910 définit les conditions de désignation des futurs pilotes d'aéroplanes qui continuent cependant à être formés par des constructeurs privés. Le 22 octobre 1910 est créée l'Inspection permanente de l'aéronautique militaire qui est placée sous la tutelle du général Roques. Dans l'urgence, le ministre de la guerre autorise dès février 1915, le recours aux écoles privées civiles des sociétés Farman, Blériot et Caudron, établies respectivement à Étampes, Buc et au Crotoy, pour la formation du personnel navigant et du personnel au sol.
Les appareils commandés se limitent à quatre firmes : Morane-Saulnier pour la chasse, Avions Farman pour la reconnaissance, Caudron pour le réglage de tir et Voisin pour le bombardement.
L'école fut bombardée le 15 septembre 1918, faisant plusieurs victimes.

### Matériels
Breguet
- Breguet XIV B.2 : cette section en 1918 compte 8 appareils dont les 747 - 1115 - 1271 - 1513 - 1912.

Caudron
- Caudron type E N°34, immatriculé CC.3, offert à l'armée par souscription et baptisé Entente cordiale, réceptionné par le SFA en septembre 1912[7].
- Caudron type E nmr SFA 3, 1911, offert le 30 janvier 1913 et baptisé  Strasbourg, offert par M. A. Stachling ; pilote : soldat Jacquemart.
- Caudron G II N° 37[8]
- Caudron type E N° 41
- Caudron G III 6307
- Caudron R.4 et Letord 2 : plusieurs appareils bimoteurs en 1918.

Dorand
- Dorand AR.1 : 7 appareils dont le 1129 en 1918

Farman
- Farman F.50 : plusieurs appareils dont le 6670 en novembre 1918. F.35 du 27 août au 10 octobre 1916 ; F.52 du 30 décembre 1916 au 1er février 1917 ; F.215 du 1er janvier au 13 février 1917[9].

Nieuport
- 69 appareils du 26 décembre 1916 au 12 janvier 1917
- 15 du 11 au 27 janvier 1917[10]

Salmson
- SAL 27 du 6 au 15 mars 1918[10]

Sopwith
- Sopwith 1B.2 (version bombardier biplace) dont les 911 - 1174 - 1273 - 3211 - 4080 - de la section Sopwith  qui compte en 1918 25 appareils.

Voisin Frères
- Voisin-Peugeot LAP type VII en 1918 dont les : 1822 - 1824 - 1651 - 1879.
- Plus 6 escadrons de la Royal Air Force du 26 mars au 16 juillet 1918.

### Piste
Sur la plage à marée basse, à 1 km au nord-ouest de la ville, la même que pour les civils.

### Instructeurs militaires
- Auguste Maicon (1891-1974), instructeur des premières formations d'élèves pilotes militaires.
- Victor Guerreau (1888-1974), chef pilote au Crotoy et Avord.

### Élèves brevetés pilotes militaires
(liste chronologique non exhaustive)
- Lieutenant Paul Gérard, commandant le camp, brevet de pilote militaire N° 173, du 5 octobre 1912, brevet aéroclub de France : N°857.
- Lieutenant Alphonse Edmond Louis Le Bihan (1882-1941), élève pilote au 1er groupe, brevet pilote aéroclub de France N°877, brevet pilote militaire N°218 à l'école du Crotoy le 5 février 1913. Commandant l'escadrille C.51 du 1er avril 1915 au 24 avril 1917.
- Sapeur Paul Georges Defougère, pilote, moniteur de l'école d'aviation, brevet de pilote militaire N°230, brevet de l'aéroclub de France N°1142.
- Gustave Naudin, brevet pilote militaire N°4818 du 22 octobre 1916.
- Lieutenant Charles Antoine Tavera (1894-?), élève de l'École spéciale de Saint-Cyr, breveté pilote militaire au Crotoy le 13 juillet 1917, brevet militaire n° 7463.
- Brigadier Gabriel Pallier sur Caudron 80 FP le 18 octobre 1917.
- Victor Herlemont (1896-1968), brevet pilote militaire N°9186, le 11 octobre 1917.
- Robert Philippe, pilote de bombardier sur Sopwith le 14 avril 1918, brevet de pilote militaire N°11094 du 28 janvier 1918.
- Sergent Émile Evariste FRICK, entré à l’école du Crotoy le 6 mars 1917 après 25h20 de vol et 108 atterrissages, il passe les épreuves du Brevet Militaire  N°6218  le 2 mai 1917.

### Élèves de l'école militaire morts pour la France
(liste alphabétique, non exhaustive)
- Maurice Barre (26 novembre 1878-29 janvier 1918), sergent, décédé des suites de ses blessures.
- Jean Boineaud, sergent mort le 21 février 1916 à l'hôpital auxiliaire n°44 du Crotoy à la suite d'un accident d'avion.
- Edouard Boncourt (16 mars 1878-13 décembre 1917), adjudant-pilote, 3e Groupe d'Aviation, décédé des suites de ses blessures reçues dans l'accident de son avion, à l'école d'application de bombardement du Crotoy, à l'hôpital auxiliaire n°44 du Crotoy.
- Jean Bourdil (10 octobre 1883- 21 avril 1917), 1re Classe, 1er Groupe d'Aviation, accident d'avion au Crotoy.
- Marcel Claudel (1894-1918), décédé des suites de ses blessures lors du bombardement de l'école le 15 septembre 1918.
- Albert Cissey, 1re Classe, accident d'avion à l'école de pilotage du Crotoy, mort le 16 mars 1917.
- Marcel Claudel, né le 6 janvier 1894, 2e Classe, mort le 15 septembre 1918 à l'école de pilotage du Crotoy lors du bombardement de l'école par les Allemands.
- Robert Clément, maréchal des logis, mort le 29 avril 1916, accident d'avion.
- Joseph Compagnon (1889-1918), 2e Classe, décédé de ses blessures lors du bombardement de l'école le 15 septembre 1918.
- Sydney Bolton Cragg, Second-Lieutenant Australian de la Royal Flyng Corps mort le 9 novembre 1917 au Crotoy, âgé de 27 ans.
- Roger Dix , lieutenant américain mort le 16 mai 1918 au Crotoy.
- Jean Estradère (1891-1917), caporal 1er Groupe d'Aviation, décédé lors de la chute de son avion à l'école du Crotoy le 3 mai 1917.
- Paul Gombault (1886-1916), 1re Classe, 1er Groupe d'Aviation décédé des suites de ses blessures reçues lors de l'accident de son avion, mort le 31 juillet 1916 à l'hôpital N° 44 du Crotoy.
- Jules Jolly, maréchal des logis, mort le 6 septembre 1918 à la suite d'une maladie à l'hôpital n°44 du Crotoy.
- Félix Lambert (1892 - 23 mai 1916), 1er Groupe d'Aviation, maréchal des logis, brigadier décédé des suites de ses blessures lors de la chute de son avion (hôpital n°44 du Crotoy).
- Arthur Langlois , maréchal des logis, 1er Groupe d'Aviation, mort le 2 juillet 1917, accident d'avion à l'école de pilotage du Crotoy.
- Jean Legrain, mort le 3 juin 1918 Le Crotoy, raison non définie, 1er Groupe d'Aviation.
- Alphonse Marechet, caporal, mort le 17 mai 1918 accident d'avion.
- Louis Ollier, maréchal des logis, 1er Groupe d'Aviation, mort le 10 août 1917 à l'hôpital n°44 du Crotoy, à la suite d'un accident d'avion.
- Raymond Postel, brigadier, pilote, mort le 4 septembre 1918 à l'hôpital n°44 du Crotoy, des suites de l'accident de son avion.
- J. V. Scanlon, tombes du Commonwealth, décédé au Crotoy le 22 décembre 1916.
- Robert Sevault (10 mai 1897 - 16 février 1918), brigadier, décédé à la suite de la chute de son avion au Crotoy, hôpital auxiliaire n°44.
- Gaston Simonet, caporal, tué dans un accident d'avion en 1916 date exacte non connue[11].
- Henri Six, maréchal des logis, caporal, 1er Groupe d'Aviation, mort le 7 août 1917 à l'hôpital n°44 du Crotoy à la suite d'un accident d'avion.
- Charles Thomas, sergent, (8 février 1894 - 2 octobre|1915) à l'hôpital auxiliaire n°44 du Crotoy d'un accident d'avion sur la piste du Crotoy.
- Pierre Tourres, adjudant, tué le 29 mai 1940 à Cahon après avoir évacué en parachute le LeO 451 n° 128  abattu par la Flak.
- Georges Trouillard, caporal, mort le 9 août 1918 à la suite d'un accident d'avion lors d'un entraînementau bombardement à l'école d'application de bombardement du Crotoy.
- Alphonse Wech, caporal, mort le 18 mai 1918 à l'école d'application de bombardement du Crotoy.

### Morts en 1919
- Albert Cheradam, mort le 19 octobre 1919, accident d'avion.